# Święte (województwo zachodniopomorskie)
Święte (niem. Schwendt) – wieś w Polsce położona w województwie zachodniopomorskim, w powiecie stargardzkim, w gminie Stargard.
W latach 1975–1998 miejscowość położona była w województwie szczecińskim.
Wieś położona na południowo-wschodnim skraju Stargardu, 3 km od jego centrum, przy drodze krajowej nr 10 i drodze ekspresowej S10. W miejscowości rozpoczyna swój bieg prowadząca do Gdyni droga krajowa nr 20. 

## Historia
Od 1329 do XIX stanowiła własność Stargardu, pod koniec XVIII odkryto tu źródła żelaziste. Jest ona typu owalnicy z centralnie położonym kościołem pw. św. Antoniego z Padwy, który został wzniesiony w XV przez joannitów jako kaplica, w XIX w. rozbudowana poprzez dodanie smukłej wieży. Z zabytków ruchowych w kościele znajdują się m.in. wapienna chrzcielnica z przełomu XIII i XIV oraz piętnastowieczny tryptyk. Największym zakładem we wsi była piekarnia znajdująca się w budynku byłej gorzelni (dziś należy do Strachocina).
Do Świętego można dojechać linią MPK Stargard numer 33.